# 48 Doris
A 48 Doris a Naprendszer kisbolygóövében található aszteroida. Hermann Mayer Salomon Goldschmidt fedezte fel 1857. szeptember 19-én.